# Mansfield (Texas)
Mansfield é uma cidade localizada no estado norte-americano do Texas, no Condado de Ellis, Condado de Johnson e Condado de Tarrant.

## Demografia
Segundo o censo norte-americano de 2000, a sua população era de 28.031 habitantes.
Em 2006, foi estimada uma população de 41.564, um aumento de 13533 (48.3%).

## Geografia
De acordo com o United States Census Bureau tem uma área de 94,6 km², dos quais 94,5 km² cobertos por terra e 0,1 km² cobertos por água. Mansfield localiza-se a aproximadamente 184 m acima do nível do mar.

## Localidades na vizinhança
O diagrama seguinte representa as localidades num raio de 16 km ao redor de Mansfield.